# Тубатулабал
Тубатулабали су староседелачки народ Северне Америке, а насељавали су долину реке Керн, која се налази на планинском венцу Сијера Невада у јужној Калифорнији. Они су можда били први народ, који је трајно населио ту област. Данас су многи од њих регистровани припадници федерално признатог „Тули Ривер индијанског племена”. Тубатулабали припадају јутоастечкој породици народа, а постали су посебан народ након одвајања од Шошона пре око 3.000 година.

## Територија
Традиционална територија Тубатулабала се простирала на површини већој од 3.400 km², а налазила се великим делом око токова реке Керн и њене саставнице Саут Форк у Калифорнији. Простирала се од веома високог планинског терена на северу, до тачке која се налазила 66 км низводно од сутока две саставнице реке Керн (Норт Форк и Саут Форк) на југу. На северу традиционалне тубатулабалске територије су високе планине (надморске висине од 700 до 4.420 метара) на којима се налази велики број ливада и језера. Јужна област (надморске висине од 700 до 914 метара) обухвата три повезане долине: Керн, Саут Форк Керн и Хот Спрингс, где су лета топла, а зима хладне и кишовите. У долинама су заступљени пашњаци и честари, у којима се могу наћи кактуси, храстови, врбе, зове, тополе као најзаступљеније биљне врсте, а поред њих могу се наћи и џошуа дрво, клека и различите врсте борова.

## Име
У долини реке Керн живела су три тубатулабалска племена, која су била политички независна једна од других. Међутим, она су имала свест о припадности једној целини и поред племенских имена користила су и име Тубатулабал, којим су означавали цео народ.
Име Тубатулабал слободно преведено значи „Они који једу семе борова”. Име потиче од суседног народа Јокат. У једном тренутку у историји Јокати су такође Тубатулабале називали и Питаниша (место где се реке раздвајају или спајају). Име северне реке носи индијанско име Палегевенап или „место велике реке”. Јужној реци је дато име Кучибичванап Палап или „место мале реке”.

## Племена
Три племена, која чине народ Тубатулабал су:
- Палагеван (од Кањона Керн до Бејкерсфилда),
- Паканапил (између планине Витни, језера Изабела и Риџкреста) и
- Банкалачи или Толоим (планина Гринхорн и Позо Флет).

Они су културно и језички међусобно блиско повезани. 

## Језик
Тубатулабалски језик припада јуто-астечкој породици језика. Тубатулабалски чини посебну грану у оквиру породице.